# Тернавка (притока Хомори)
Тернавка — річка в Україні, у Хмельницькому й Шепетівському районах Хмельницької області. Права притока Хомори (басейн Дніпра).

## Опис
Довжина річки 12 км. Формується з багатьох безіменних струмків та водойм. Площа басейну 38,2 км².

## Розташування
Бере початок на північному заході від Рублянки. Спочатку тече на північний захід, а потім на північний схід через Тернавку і впадає у річку Хомору, ліву притоку Случі.